# Hayways
Hayways LLC ist eine armenische Frachtfluggesellschaft mit operativem Sitz in Jerewan und Basis auf dem Flughafen Jerewan.

## Geschichte
Hayways wurde 2019 als Fluggesellschaft für den Passagierverkehr gegründet. Im November 2023 kaufte die Gesellschaft eine gebrauchte Boeing 737-400SF von der russischen Frachtfluggesellschaft ATRAN. Die Hauptgeschäftsausrichtung des Unternehmens wurde 2024 auf Luftfrachttransporte umgestellt, mit dem Ziel, die zivile Frachtluftfahrt in Armenien aufzubauen.

## Flotte
Mit Stand August 2024 besteht die Flotte der Armenian Airlines aus einem Flugzeug mit einem Alter vom 27 Jahren:
| Flugzeugtyp      | Anzahl | bestellt | Anmerkungen | Alter    |
| ---------------- | ------ | -------- | ----------- | -------- |
| Boeing 737-400SF | 1      |          |             | 27 Jahre |
| Gesamt           | 1      | -        |             | 27 Jahre |